# کژمینگ-زاگاچیه
کژمینگ-زاگاچیه (به لهستانی:  Krzemień-Zagacie) یک روستا در لهستان است که در گمینا یابووننا لاتسکا واقع شده‌است.